# Llista de monuments de Sant Pere de Torelló
Llista de monuments de Sant Pere de Torelló inclosos en l'Inventari del Patrimoni Arquitectònic Català pel municipi de Sant Pere de Torelló (Osona). Inclou els inscrits en el Registre de Béns Culturals d'Interès Nacional (BCIN) amb la classificació de monuments històrics, els Béns Culturals d'Interès Local (BCIL) de caràcter immoble i la resta de béns arquitectònics integrants del patrimoni cultural català.
| Monument                                    | Protecció    | Estil/època                               | Localització                                                                   | Coordenades                                          | Codi?         | Imatge |
| ------------------------------------------- | ------------ | ----------------------------------------- | ------------------------------------------------------------------------------ | ---------------------------------------------------- | ------------- | --- |
| Castell de Curull                           | BCIN 1528-MH | Obra popular XI                           | Sant Pere de Torelló                                                           | 42° 06′ 37″ N, 2° 20′ 18″ E / 42.110264°N,2.338250°E | RI-51-0005672 | Carregueu una nova foto d'aquest monument |
| Castell de Vilar, o Castell de la Vinyeta   | BCIN 1529-MH | Gòtic XV                                  | Sant Pere de Torelló                                                           | 42° 05′ 28″ N, 2° 19′ 42″ E / 42.091082°N,2.328461°E | RI-51-0005673 | Carregueu una nova foto d'aquest monument |
| Mas Collell, Can Salvi                      | BCIL 2008    | Obra popular XVIII                        | Sant Pere de Torelló Av. Joan Maragall                                         | 42° 04′ 30″ N, 2° 17′ 43″ E / 42.07508°N,2.29528°E   | IPA-23743     | Mas Collell (Sant Pere de Torelló) · Vegeu més fotos d'aquest monument · Carregueu una nova foto d'aquest monument                                 |
| Masia Font Santa                            | BCIL 2008    | Obra popular XVII                         | Sant Pere de Torelló Ctra. Sant Pere a Torelló                                 | 42° 03′ 52″ N, 2° 17′ 03″ E / 42.064423°N,2.284290°E | IPA-23744     | Carregueu una nova foto d'aquest monument |
| Font Santa, balneari, església i torre      |              | Neoclassicisme, eclecticisme XIX          | Sant Pere de Torelló Ctra. Sant Pere a Torelló                                 | 42° 03′ 51″ N, 2° 17′ 03″ E / 42.064260°N,2.284149°E | IPA-23745     | Carregueu una nova foto d'aquest monument |
| Serrat de Nespla                            | BCIL 2008    | Obra popular XVI                          | Sant Pere de Torelló Ctra. BV 5224                                             | 42° 05′ 22″ N, 2° 18′ 16″ E / 42.089486°N,2.304494°E | IPA-23746     | Serrat de Nespla (Sant Pere de Torelló) · Vegeu més fotos d'aquest monument · Carregueu una nova foto d'aquest monument                            |
| Capella de Sant Roc                         | BCIL 2008    | Obra popular                              | Sant Pere de Torelló Serrat de Nespla                                          | 42° 05′ 21″ N, 2° 18′ 17″ E / 42.089262°N,2.304713°E | IPA-23747     | Capella de Sant Roc (Sant Pere de Torelló) · Vegeu més fotos d'aquest monument · Carregueu una nova foto d'aquest monument                         |
| Torrents                                    | BCIL 2008    | Obra popular XVII                         | Sant Pere de Torelló Ctra. de Torelló                                          | 42° 04′ 23″ N, 2° 16′ 42″ E / 42.073030°N,2.278303°E | IPA-23748     | Carregueu una nova foto d'aquest monument |
| Molí de la Riera, Vallver                   | BCIL 2008    | Obra popular XVII                         | Sant Pere de Torelló Ctra. BV-5224                                             | 42° 04′ 30″ N, 2° 18′ 09″ E / 42.074973°N,2.302422°E | IPA-23750     | Carregueu una nova foto d'aquest monument |
| Els Arcs                                    |              | Obra popular XVII                         | Sant Pere de Torelló Ctra. Bellmunt                                            | 42° 05′ 14″ N, 2° 17′ 14″ E / 42.087340°N,2.287209°E | IPA-23751     | Els Arcs (Sant Pere de Torelló) · Vegeu més fotos d'aquest monument · Carregueu una nova foto d'aquest monument                                    |
| Les Comes                                   |              | Obra popular                              | Sant Pere de Torelló Ctra. Bellmunt                                            | 42° 05′ 11″ N, 2° 17′ 55″ E / 42.086284°N,2.298478°E | IPA-23752     | Carregueu una nova foto d'aquest monument |
| Roger                                       |              | Obra popular XVII                         | Sant Pere de Torelló Ctra. Torelló                                             | 42° 04′ 18″ N, 2° 16′ 53″ E / 42.071790°N,2.281345°E | IPA-23753     | Carregueu una nova foto d'aquest monument |
| Targarona                                   | BCIL 2008    | Obra popular XVIII                        | Sant Pere de Torelló                                                           | 42° 03′ 53″ N, 2° 17′ 49″ E / 42.064601°N,2.296964°E | IPA-23754     | Carregueu una nova foto d'aquest monument |
| Les Cases                                   | BCIL 2008    | Obra popular XVIII                        | Sant Pere de Torelló Ctra. BV-5224, km 16,5                                    | 42° 04′ 42″ N, 2° 20′ 03″ E / 42.078224°N,2.334218°E | IPA-23755     | Carregueu una nova foto d'aquest monument |
| Puiggrony                                   | BCIL 2008    | Obra popular XVIII                        | Sant Pere de Torelló Ctra. BV-5224, km 14,8                                    | 42° 04′ 34″ N, 2° 19′ 22″ E / 42.076160°N,2.322746°E | IPA-23756     | Carregueu una nova foto d'aquest monument |
| Església de Sant Andreu de la Vola          | BCIL 2008    | Eclecticisme XVI, XVIII, XIX              | Sant Pere de Torelló Veïnat de Baix                                            | 42° 04′ 51″ N, 2° 21′ 32″ E / 42.080878°N,2.358990°E | IPA-23758     | Església de Sant Andreu de la Vola (Sant Pere de Torelló) · Vegeu més fotos d'aquest monument · Carregueu una nova foto d'aquest monument          |
| Capella del Roser                           | BCIL 2008    | Obra popular XVIII                        | Sant Pere de Torelló Prop del Castell del Vilar                                | 42° 05′ 37″ N, 2° 19′ 42″ E / 42.093726°N,2.328312°E | IPA-23759     | Carregueu una nova foto d'aquest monument |
| Pigallem                                    | BCIL 2008    | Obra popular XVII                         | Sant Pere de Torelló Ctra. BV-5224 la Vola                                     | 42° 05′ 21″ N, 2° 21′ 26″ E / 42.089164°N,2.357347°E | IPA-23760     | Carregueu una nova foto d'aquest monument |
| Torrent Generos                             | BCIL 2008    | Obra popular XVIII                        | Sant Pere de Torelló Ctra. BV-5224, km 7 la Vola                               | 42° 04′ 29″ N, 2° 20′ 21″ E / 42.074803°N,2.339123°E | IPA-23761     | Carregueu una nova foto d'aquest monument |
| La Vinyeta                                  |              | Obra popular XVII                         | Sant Pere de Torelló Ctra. BV-5224, km 7 la Vola                               | 42° 05′ 36″ N, 2° 19′ 40″ E / 42.093377°N,2.327857°E | IPA-23762     | Carregueu una nova foto d'aquest monument |
| La Paradella                                | BCIL 2008    | Obra popular XVII                         | Sant Pere de Torelló Ctra. BV-5224, km 20                                      | 42° 05′ 22″ N, 2° 21′ 11″ E / 42.089478°N,2.353106°E | IPA-23763     | Carregueu una nova foto d'aquest monument |
| Palou                                       | BCIL 2008    | Obra popular XVII                         | Sant Pere de Torelló Ctra. BV-5224, km 20 la Vola                              | 42° 05′ 33″ N, 2° 21′ 21″ E / 42.092568°N,2.355729°E | IPA-23764     | Carregueu una nova foto d'aquest monument |
| Collell                                     | BCIL 2008    | Obra popular XVIII                        | Sant Pere de Torelló Veïnat de Baix, la Vola                                   | 42° 04′ 54″ N, 2° 21′ 34″ E / 42.081772°N,2.359356°E | IPA-23765     | Carregueu una nova foto d'aquest monument |
| La Rierola                                  | BCIL 2008    | Obra popular XVII, XIX                    | Sant Pere de Torelló Ctra. BV-5224, km 20 la Vola                              | 42° 05′ 04″ N, 2° 21′ 15″ E / 42.084507°N,2.354063°E | IPA-23766     | Carregueu una nova foto d'aquest monument |
| Casa del carrer de Bellmunt, 1              | BCIL 2008    | Obra popular XVII, XIX                    | Sant Pere de Torelló C. Bellmunt, 1                                            | 42° 04′ 34″ N, 2° 17′ 44″ E / 42.076138°N,2.295674°E | IPA-23767     | Casa del carrer de Bellmunt, 1 (Sant Pere de Torelló) · Vegeu més fotos d'aquest monument · Carregueu una nova foto d'aquest monument              |
| Casa del carrer de Bellmunt, 22             | BCIL 2008    | Obra popular XVIII                        | Sant Pere de Torelló C. Bellmunt, 22                                           | 42° 04′ 37″ N, 2° 17′ 43″ E / 42.076839°N,2.295320°E | IPA-23768     | Carregueu una nova foto d'aquest monument |
| Casa del carrer Verdaguer, 2                | BCIL 2008    | Obra popular XVII                         | Sant Pere de Torelló C. Verdaguer, 2                                           | 42° 04′ 31″ N, 2° 17′ 48″ E / 42.075254°N,2.296719°E | IPA-23769     | Casa del carrer Verdaguer, 2 (Sant Pere de Torelló) · Vegeu més fotos d'aquest monument · Carregueu una nova foto d'aquest monument                |
| Casa del carrer Verdaguer, 7                |              | Barroc XVIII                              | Sant Pere de Torelló C. Verdaguer, 7                                           | 42° 04′ 31″ N, 2° 17′ 48″ E / 42.075307°N,2.296714°E | IPA-23770     | Casa del carrer Verdaguer, 7 (Sant Pere de Torelló) · Vegeu més fotos d'aquest monument · Carregueu una nova foto d'aquest monument                |
| Església parroquial de Sant Pere de Torelló | BCIL 2008    | Barroc XVIII Mitjan                       | Sant Pere de Torelló Pl. de l'Església, 2                                      | 42° 04′ 32″ N, 2° 17′ 49″ E / 42.075544°N,2.297045°E | IPA-23771     | Església parroquial de Sant Pere de Torelló (Sant Pere de Torelló) · Vegeu més fotos d'aquest monument · Carregueu una nova foto d'aquest monument |
| Santuari de Bellmunt                        | BCIL 2008    | Renaixement, obra popular XVI-XVII, XVIII | Sant Pere de Torelló Bellmunt                                                  | 42° 06′ 07″ N, 2° 17′ 41″ E / 42.101826°N,2.294603°E | IPA-23775     | Santuari de Bellmunt (Sant Pere de Torelló) · Vegeu més fotos d'aquest monument · Carregueu una nova foto d'aquest monument                        |
| Pont de Targarona                           | BCIL 2008    | Obra popular XVII                         | Sant Pere de Torelló Sobre el riu Ges                                          | 42° 03′ 50″ N, 2° 17′ 32″ E / 42.063786°N,2.292223°E | IPA-36948     | Carregueu una nova foto d'aquest monument |
| Pont de la Riera                            | BCIL 2008    | Obra popular Medieval                     | Sant Pere de Torelló Sobre el riu Ges                                          | 42° 04′ 29″ N, 2° 18′ 06″ E / 42.074730°N,2.301582°E | IPA-36949     | Pont de la Riera (Sant Pere de Torelló) · Vegeu més fotos d'aquest monument · Carregueu una nova foto d'aquest monument                            |
| Molí Pigrau                                 |              | Obra popular                              | Sant Pere de Torelló Accés des de ctra. BV-5224, km 12,6                       | 42° 05′ 05″ N, 2° 18′ 46″ E / 42.084720°N,2.312732°E | IPA-40864     | Carregueu una nova foto d'aquest monument |
| Molí de Targarona                           |              | Obra popular XIX-XX                       | Sant Pere de Torelló Accés des de ctra. BV-5224, km 9,9                        | 42° 03′ 46″ N, 2° 18′ 07″ E / 42.062672°N,2.301816°E | IPA-40865     | Carregueu una nova foto d'aquest monument |
| Molí de Bracons                             |              | Obra popular XVII-XVIII                   | Sant Pere de Torelló                                                           | 42° 06′ 33″ N, 2° 22′ 00″ E / 42.109086°N,2.366778°E | IPA-40866     | Carregueu una nova foto d'aquest monument |
| Molí de la Rierola                          |              | Obra popular                              | Sant Pere de Torelló Accés des de ctra. BV-5224, km 19,4                       |                                                      | IPA-40867     | Carregueu una nova foto d'aquest monument |
| Fàbrica de Targarona                        |              | Obra popular XVII-XVIII                   | Sant Pere de Torelló Accés des de ctra. BV-5224, km 9,9                        | 42° 03′ 46″ N, 2° 18′ 07″ E / 42.062656°N,2.301818°E | IPA-40868     | Carregueu una nova foto d'aquest monument |
| Rectoria                                    | BCIL 2008    | XX                                        | Sant Pere de Torelló C. Doctor Terricabres, 5                                  | 42° 04′ 32″ N, 2° 17′ 51″ E / 42.075464°N,2.297393°E | IPA-42261     | Carregueu una nova foto d'aquest monument |
| Casal Cultural i Recreatiu                  | BCIL 2008    | XX                                        | Sant Pere de Torelló C. Doctor Terricabres, 2                                  | 42° 04′ 31″ N, 2° 17′ 51″ E / 42.075290°N,2.297485°E | IPA-42262     | Carregueu una nova foto d'aquest monument |
| Escola Pública Josep Maria Xandri           | BCIL 2008    | XIX-XX                                    | Sant Pere de Torelló C. Josep Badrena, 11                                      | 42° 04′ 35″ N, 2° 17′ 41″ E / 42.076369°N,2.294724°E | IPA-42263     | Escola Pública Josep Maria Xandri (Sant Pere de Torelló) · Vegeu més fotos d'aquest monument · Carregueu una nova foto d'aquest monument           |
| Habitatge al carrer de l'Església, 1        | BCIL 2008    | XIX                                       | Sant Pere de Torelló C. de l'Església, 1                                       | 42° 04′ 31″ N, 2° 17′ 49″ E / 42.075228°N,2.297004°E | IPA-42264     | Habitatge al carrer de l'Església, 1 (Sant Pere de Torelló) · Vegeu més fotos d'aquest monument · Carregueu una nova foto d'aquest monument        |
| Habitatge al carrer Doctor Terricabres, 7   | BCIL 2008    | Obra popular XVII                         | Sant Pere de Torelló C. Doctor Terricabres, 7                                  | 42° 04′ 32″ N, 2° 17′ 51″ E / 42.075466°N,2.297521°E | IPA-42265     | Carregueu una nova foto d'aquest monument |
| Habitatge al carrer Bisbe Castanyer, 10     | BCIL 2008    | Obra popular XVII-XVIII                   | Sant Pere de Torelló C. Bisbe Castanyer, 10                                    | 42° 04′ 30″ N, 2° 17′ 46″ E / 42.074948°N,2.296127°E | IPA-42266     | Carregueu una nova foto d'aquest monument |
| Habitatge al carrer Bisbe Castanyer, 15     | BCIL 2008    | Obra popular                              | Sant Pere de Torelló C. Bisbe Castanyer, 15                                    | 42° 04′ 29″ N, 2° 17′ 45″ E / 42.074749°N,2.295948°E | IPA-42267     | Habitatge al carrer Bisbe Castanyer, 15 (Sant Pere de Torelló) · Vegeu més fotos d'aquest monument · Carregueu una nova foto d'aquest monument     |
| Habitatge a la plaça de la Generalitat, 4   | BCIL 2008    | XX                                        | Sant Pere de Torelló Pl. de la Generalitat, 4                                  | 42° 04′ 30″ N, 2° 17′ 48″ E / 42.075114°N,2.296683°E | IPA-42268     | Habitatge a la plaça de la Generalitat, 4 (Sant Pere de Torelló) · Vegeu més fotos d'aquest monument · Carregueu una nova foto d'aquest monument   |
| Habitatge a la plaça de la Generalitat, 1   | BCIL 2008    | XX                                        | Sant Pere de Torelló Pl. de la Generalitat, 1                                  | 42° 04′ 30″ N, 2° 17′ 49″ E / 42.074952°N,2.296815°E | IPA-42269     | Habitatge a la plaça de la Generalitat, 1 (Sant Pere de Torelló) · Vegeu més fotos d'aquest monument · Carregueu una nova foto d'aquest monument   |
| Habitatge a la plaça de la Generalitat, 3   | BCIL 2008    | XX                                        | Sant Pere de Torelló Pl. de la Generalitat, 3                                  | 42° 04′ 30″ N, 2° 17′ 48″ E / 42.075044°N,2.296731°E | IPA-42270     | Habitatge a la plaça de la Generalitat, 3 (Sant Pere de Torelló) · Vegeu més fotos d'aquest monument · Carregueu una nova foto d'aquest monument   |
| Habitatge al carrer Major, 7                | BCIL 2008    | XX                                        | Sant Pere de Torelló C. Major, 7                                               | 42° 04′ 29″ N, 2° 17′ 48″ E / 42.074639°N,2.296725°E | IPA-42271     | Habitatge al carrer Major, 7 (Sant Pere de Torelló) · Vegeu més fotos d'aquest monument · Carregueu una nova foto d'aquest monument                |
| Habitatge al carrer Major, 13               | BCIL 2008    | XX                                        | Sant Pere de Torelló C. Major, 13                                              | 42° 04′ 28″ N, 2° 17′ 48″ E / 42.074564°N,2.296537°E | IPA-42272     | Habitatge al carrer Major, 13 (Sant Pere de Torelló) · Vegeu més fotos d'aquest monument · Carregueu una nova foto d'aquest monument               |
| Habitatge al carrer Jaume Balmes, 1         | BCIL 2008    | XX                                        | Sant Pere de Torelló C. Jaume Balmes, 1                                        | 42° 04′ 30″ N, 2° 17′ 49″ E / 42.074986°N,2.297007°E | IPA-42273     | Habitatge al carrer Jaume Balmes, 1 (Sant Pere de Torelló) · Vegeu més fotos d'aquest monument · Carregueu una nova foto d'aquest monument         |
| Habitatge al carrer Jaume Balmes, 5 bis     | BCIL 2008    | Obra popular XVIII                        | Sant Pere de Torelló C. Jaume Balmes, 5 bis                                    | 42° 04′ 30″ N, 2° 17′ 50″ E / 42.075137°N,2.297270°E | IPA-42274     | Carregueu una nova foto d'aquest monument |
| Habitatge al carrer Jaume Balmes, 7         | BCIL 2008    | Gòtic-renaixement XVI-XVIII               | Sant Pere de Torelló C. Jaume Balmes, 7                                        | 42° 04′ 30″ N, 2° 17′ 51″ E / 42.075089°N,2.297587°E | IPA-42275     | Carregueu una nova foto d'aquest monument |
| Habitatge al carrer Doctor Casas, 4         | BCIL 2008    | XX                                        | Sant Pere de Torelló C. Doctor Casas, 4                                        | 42° 04′ 27″ N, 2° 17′ 47″ E / 42.074291°N,2.296318°E | IPA-42276     | Habitatge al carrer Doctor Casas, 4 (Sant Pere de Torelló) · Vegeu més fotos d'aquest monument · Carregueu una nova foto d'aquest monument         |
| Habitatge al carrer Doctor Casas, 8         | BCIL 2008    | XVII-XVIII                                | Sant Pere de Torelló C. Doctor Casas, 8                                        | 42° 04′ 26″ N, 2° 17′ 47″ E / 42.073906°N,2.296269°E | IPA-42277     | Habitatge al carrer Doctor Casas, 8 (Sant Pere de Torelló) · Vegeu més fotos d'aquest monument · Carregueu una nova foto d'aquest monument         |
| Habitatge al carrer Doctor Casas, 10        | BCIL 2008    | XVIII                                     | Sant Pere de Torelló C. Doctor Casas, 10                                       | 42° 04′ 26″ N, 2° 17′ 46″ E / 42.073796°N,2.296227°E | IPA-42278     | Habitatge al carrer Doctor Casas, 10 (Sant Pere de Torelló) · Vegeu més fotos d'aquest monument · Carregueu una nova foto d'aquest monument        |
| Habitatge al carrer Bellmunt, 23            | BCIL 2008    | XVIII                                     | Sant Pere de Torelló C. Bellmunt, 23                                           | 42° 04′ 38″ N, 2° 17′ 42″ E / 42.077186°N,2.294907°E | IPA-42280     | Carregueu una nova foto d'aquest monument |
| Habitatge al carrer de la Font, 3           | BCIL 2008    | XVII                                      | Sant Pere de Torelló C. de la Font, 3                                          | 42° 04′ 23″ N, 2° 17′ 36″ E / 42.073141°N,2.293222°E | IPA-42281     | Carregueu una nova foto d'aquest monument |
| Habitatge al carrer de la Font, 1           | BCIL 2008    | XVII                                      | Sant Pere de Torelló C. de la Font, 1                                          | 42° 04′ 24″ N, 2° 17′ 36″ E / 42.073234°N,2.293230°E | IPA-42282     | Carregueu una nova foto d'aquest monument |
| Habitatge al carrer de la Font, 9           | BCIL 2008    | XVII                                      | Sant Pere de Torelló C. de la Font, 9                                          | 42° 04′ 22″ N, 2° 17′ 35″ E / 42.072770°N,2.293125°E | IPA-42283     | Carregueu una nova foto d'aquest monument |
| Habitatge al carrer Josep Vilanova, 21      | BCIL 2008    | XVII-XVIII                                | Sant Pere de Torelló C. Josep Vilanova, 21                                     | 42° 04′ 25″ N, 2° 17′ 53″ E / 42.073651°N,2.298178°E | IPA-42284     | Carregueu una nova foto d'aquest monument |
| Capella de Sant Nazari                      | BCIL 2008    | Obra popular XVIII                        | Sant Pere de Torelló Prop del veïnat de Dalt, al Collet dels Gamarussos        | 42° 05′ 53″ N, 2° 22′ 26″ E / 42.098168°N,2.374002°E | IPA-42285     | Capella de Sant Nazari (Sant Pere de Torelló) · Vegeu més fotos d'aquest monument · Carregueu una nova foto d'aquest monument                      |
| La Coma del Coll                            | BCIL 2008    | Obra popular XVIII                        | Sant Pere de Torelló Al nord del veïnat de Dalt, enmig de la serra de Curull   | 42° 06′ 19″ N, 2° 20′ 51″ E / 42.105371°N,2.347638°E | IPA-42286     | Carregueu una nova foto d'aquest monument |
| Les Moles                                   | BCIL 2008    | Obra popular XIII                         | Sant Pere de Torelló Pla de Moles                                              | 42° 04′ 26″ N, 2° 18′ 27″ E / 42.073910°N,2.307420°E | IPA-42287     | Carregueu una nova foto d'aquest monument |
| Puig de Canet                               | BCIL 2008    | Obra popular XIII                         | Sant Pere de Torelló A la Creu del Puig, entre el km 13-14 de la BV-5224       | 42° 04′ 33″ N, 2° 18′ 40″ E / 42.075795°N,2.311232°E | IPA-42288     | Carregueu una nova foto d'aquest monument |
| Vila-rasa                                   | BCIL 2008    | Obra popular XVIII                        | Sant Pere de Torelló Prop del serrat de la Cavorca                             | 42° 04′ 04″ N, 2° 20′ 12″ E / 42.067760°N,2.336787°E | IPA-42289     | Carregueu una nova foto d'aquest monument |
| El Verdeguer                                | BCIL 2008    | Obra popular XIII                         | Sant Pere de Torelló Camí del km 14 de la BV-5224                              | 42° 04′ 15″ N, 2° 18′ 56″ E / 42.070822°N,2.315468°E | IPA-42290     | Carregueu una nova foto d'aquest monument |
| Vinyoles                                    | BCIL 2008    | Obra popular XIII                         | Sant Pere de Torelló Plana Dolça                                               | 42° 03′ 20″ N, 2° 17′ 36″ E / 42.055591°N,2.293425°E | IPA-42291     | Carregueu una nova foto d'aquest monument |
| Bracons                                     | BCIL 2008    | Obra popular XVIII                        | Sant Pere de Torelló                                                           | 42° 06′ 29″ N, 2° 22′ 06″ E / 42.108040°N,2.368384°E | IPA-42292     | Bracons (Sant Pere de Torelló) · Vegeu més fotos d'aquest monument · Carregueu una nova foto d'aquest monument                                     |
| Espaulella                                  | BCIL 2008    | Obra popular XVII                         | Sant Pere de Torelló A l'est de la serra del Curull                            | 42° 06′ 13″ N, 2° 19′ 15″ E / 42.103572°N,2.320879°E | IPA-42293     | Espaulella (Sant Pere de Torelló) · Vegeu més fotos d'aquest monument · Carregueu una nova foto d'aquest monument                                  |
| El Prat de la Vola                          | BCIL 2008    | Obra popular XVII                         | Sant Pere de Torelló A l'est del veïnat de Dalt, pel camí de Piguellem al Prat | 42° 05′ 22″ N, 2° 22′ 50″ E / 42.089355°N,2.380570°E | IPA-42295     | Carregueu una nova foto d'aquest monument |
| Les Salines                                 | BCIL 2008    | Obra popular XVIII                        | Sant Pere de Torelló Al sud de Sant Andreu de la Vola                          | 42° 04′ 16″ N, 2° 21′ 23″ E / 42.071241°N,2.356509°E | IPA-42296     | Carregueu una nova foto d'aquest monument |
| L'Avet                                      | BCIL 2008    | Obra popular XVIII                        | Sant Pere de Torelló Al sud-est de Sant Andreu de la Vola                      | 42° 04′ 29″ N, 2° 21′ 53″ E / 42.074772°N,2.364621°E | IPA-42297     | Carregueu una nova foto d'aquest monument |
| La Sala                                     | BCIL 2008    | Obra popular XVIII                        | Sant Pere de Torelló Al sud de Sant Andreu de la Vola                          | 42° 04′ 45″ N, 2° 21′ 24″ E / 42.079060°N,2.356805°E | IPA-42307     | Carregueu una nova foto d'aquest monument |
| Casanova de Codinac                         | BCIL 2008    | Obra popular XIX                          | Sant Pere de Torelló Plana Dolça                                               | 42° 03′ 35″ N, 2° 17′ 11″ E / 42.059787°N,2.286423°E | IPA-42308     | Carregueu una nova foto d'aquest monument |
| Can Poca-roba, Can Pujol                    | BCIL 2008    | Obra popular Medieval                     | Sant Pere de Torelló A l'est de Sant Andreu de la Vola, al serrat de la Cadena | 42° 04′ 43″ N, 2° 22′ 37″ E / 42.078496°N,2.376885°E | IPA-42309     | Carregueu una nova foto d'aquest monument |
| Trotacans                                   | BCIL 2008    | Obra popular Medieval                     | Sant Pere de Torelló A l'est del serrat dels Tudons                            | 42° 03′ 58″ N, 2° 21′ 00″ E / 42.066011°N,2.349872°E | IPA-42311     | Carregueu una nova foto d'aquest monument |
| Habitatge a la plaça de la Generalitat, 2   | BCIL 2008    | XIX                                       | Sant Pere de Torelló Pl. de la Generalitat, 2                                  | 42° 04′ 30″ N, 2° 17′ 49″ E / 42.075054°N,2.296876°E | IPA-43065     | Habitatge a la plaça de la Generalitat, 2 (Sant Pere de Torelló) · Vegeu més fotos d'aquest monument · Carregueu una nova foto d'aquest monument   |